# Pietro Bettoli
Pietro Bettoli (Savarna, 13 aprile 1925 – Comacchio, 21 ottobre 2003) è stato un calciatore italiano, di ruolo difensore.

## Carriera
Inizia la carriera nel Rimini, in Serie C; nella stagione 1949-1950 è in rosa nel Milan, con cui non scende mai in campo in partite di campionato.
In seguito, dal 1950 al 1953, gioca in Serie B nel Messina, per un totale di 97 presenze con la maglia giallorossa.
Ha poi giocato in Serie A con la maglia del Palermo nella stagione 1953-1954 (34 presenze); a seguito della retrocessione in Serie B della formazione rosanero, ha giocato altre 67 partite in seconda serie.
Si è ritirato nel 1958, dopo aver trascorso un'ulteriore stagione in Serie B, al Parma.